# Makkabiade 2009
Die 18. Makkabiade (hebräisch המכביה ה-18 ישראל תשס"ט) wurde vom 12. Juli bis zum 24. Juli 2009 in Tel Aviv ausgetragen. Beim größten Sportfest der Juden nahmen rund 9000 Athleten aus 55 Ländern an den Wettkämpfen in 31 Sportarten teil.
Hauptwettkampfort war das Ramat-Gan-Stadion.

## Teilnehmende Nationen
| - Argentinien - Australien - Aserbaidschan - Belgien - Brasilien - Chile - Dänemark - Estland - Finnland - Frankreich - Georgien - Deutschland - Griechenland - Grenada - Vereinigtes Königreich | - Guatemala - Indien - Israel - Italien - Kanada - Kasachstan - Kolumbien - Lettland - Litauen - Luxemburg - Nordmazedonien - Mexiko - Moldau - Niederlande - Neuseeland | - Österreich - Palau - Panama - Paraguay - Peru - Polen - Portugal - Puerto Rico - Rumänien - Russland - Schottland - Serbien - Singapur - Slowakei | - Slowenien - Südafrika - Spanien - Schweden - Schweiz - Tschechien - Türkei - Ukraine - Ungarn - Uruguay - Venezuela - Vereinigte Staaten |

## Sportarten
| - Badminton (Details) - Baseball (Details) - Basketball (Details) - Bowling (Details) - Bowls (Details) - Bridge (Details) - Fechten (Details) - Fußball (Details) - Futsal (Details) - Golf (Details) - Gymnastik (Details) | - Halbmarathon (Details) - Hockey (Details) - Judo (Details) - Karate (Details) - Cricket (Details) - Leichtathletik (Details) - Netball (Details) - Radsport (Details) - Ringen (Details) - Rudern (Details) - Rugby Union (Details) | - Schach (Details) - Schwimmen (Details) - Softball (Details) - Squash (Details) - Taekwondo (Details) - Tennis (Details) - Tischtennis (Details) - Triathlon (Details) - Volleyball (Details) - Wasserball (Details) |

## Medaillenspiegel
Sportler aus 24 Nationen gewannen Medaillen. 17 Nationen gewannen mindestens eine Goldmedaille. Wie vor vier Jahren führte Israel den Medaillenspiegel vor den Vereinigten Staaten und Russland an.
| Medaillenspiegel               |                        |     |     |    |       |
| Platz                          | Land                   | G   | S   | B  | Total |
| 1                              | Israel                 | 118 | 118 | 87 | 323   |
| 2                              | Vereinigte Staaten     | 49  | 53  | 52 | 154   |
| 3                              | Russland               | 15  | 10  | 14 | 39    |
| 4                              | Kanada                 | 9   | 9   | 17 | 35    |
| 5                              | Südafrika              | 6   | 0   | 4  | 10    |
| 6                              | Frankreich             | 5   | 2   | 1  | 8     |
| 7                              | Australien             | 4   | 3   | 8  | 15    |
| 8                              | Vereinigtes Königreich | 2   | 7   | 5  | 14    |
| 9                              | Mexiko                 | 2   | 4   | 8  | 14    |
| 10                             | Brasilien              | 2   | 2   | 2  | 6     |
| …                              | …                      | …   | …   | …  | …     |
| 20                             | Deutschland            | 0   | 2   | 4  | 6     |
| Vollständiger Medaillenspiegel |                        |     |     |    |       |